# 361˚
361 Degrees International Limited, kurz 361˚, ist ein chinesischer Sportartikelhersteller.
361˚ ist eine der größten Sportartikelmarken Chinas. Als europäische Dependance dient die 361° Europe BV mit Sitz in Haarlem. Im Geschäftsjahr 2019 waren Sportschuhe für 42,4 % des Unternehmensumsatzes verantwortlich.

## Geschichte
Das Unternehmen wurde 2003 gegründet. Der Markenname „361°“ 2004 eingetragen.

## Sponsorings
361˚ war offizieller Sponsor der Olympischen Sommerspiele 2016 und der Sommer-Paralympics 2016. In dieser Position rüstete das Unternehmen die offiziellen Mitarbeiter und freiwilligen Helfer der Olympischen Spiele aus. Im Jahr 2019 war 361˚ Sports Brand Partner des Hamburg-Marathon.